# Santo Condorelli
Santo Yukio Condorelli (Kitahiroshima, Japón, 17 de enero de 1995) es un deportista italo-canadiense-estadounidense que compite en natación, especialista en el estilo libre.
Ganó una medalla de bronce en el Campeonato Mundial de Natación de 2015 y una medalla de bronce en el Campeonato Mundial de Natación en Piscina Corta de 2018.
Participó en dos Juegos Olímpicos de Verano, en los años 2016 y 2020, ocupando el cuarto lugar en Río de Janeiro 2016, en la prueba de 100 m libre.

## Palmarés internacional
| Representando a Canadá              |                  |                   |                 |
| Campeonato Mundial                  |                  |                   |                 |
| Año                                 | Lugar            | Medalla           | Prueba          |
| 2015                                | Kazán (Rusia)    | Medalla de bronce | 4 × 100 m libre |
| Representando a Italia              |                  |                   |                 |
| Campeonato Mundial en Piscina Corta |                  |                   |                 |
| Año                                 | Lugar            | Medalla           | Prueba          |
| 2018                                | Hangzhou (China) | Medalla de bronce | 4 × 50 m libre  |